# Vivianne Geijer

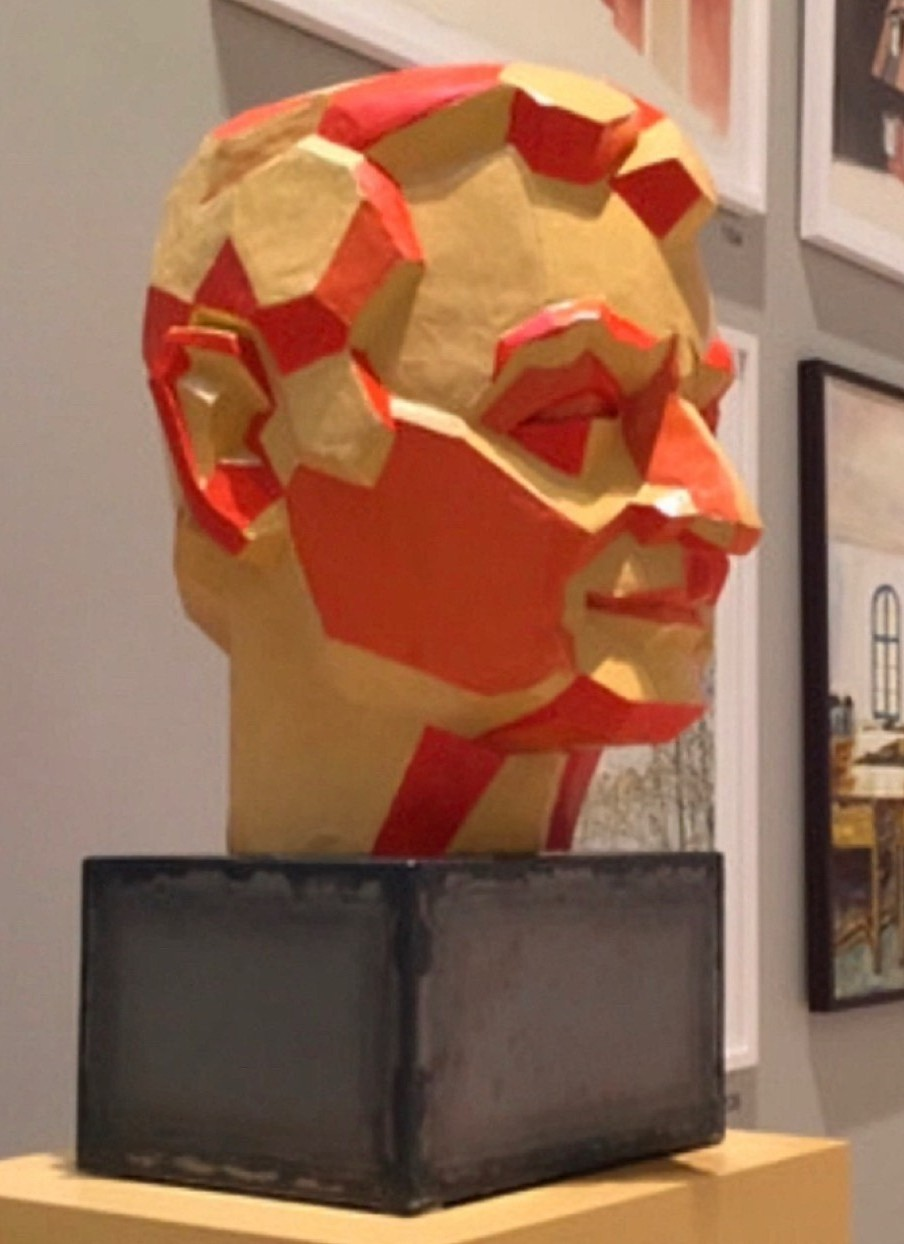
Porträttskulptur av Olof Palme, bemålad terrakotta 1986.

Ida Elisabet Vivianne Geijer, född 13 mars 1941 i Värmland, är en svensk skulptör och målare.
Vivianne Geijer har bland annat ställt ut i Marsvinsholms skulpturpark i Ystad 2007–2011 med bronsbyster och installationer.
Vivianne Geijer är representerad med tio verk på Skissernas museum i Lund. Hon har skapat tre bronsreliefer på Holger Crafoord som hänger på ekonomicentrum II på Lunds Universitet.
I Värmland står hennes bronsbyster av Erik Gustaf Geijer och av akademiledamoten Fredrik August Dahlgren. Offentliga verk i övrigt finns på Karlstads universitet och Fredriksdals friluftsmuseum i Helsingborg, Lunds Domkyrka samt Raoul Wallenberg Institute i Lund. I Värnamo står Katedralskepp i brons placerad utomhus.
Porträttskulpturen av Olof Palme, i bemålad terrakotta skapad 1986, är placerad på Olof Palme Museum - Μουσείο Ούλοφ Πάλμε i Mochas på Kreta.